# Samsung Galaxy Ace 4
Il Samsung Galaxy Ace 4 è uno smartphone di fascia bassa, lanciato da Samsung nell'ottobre 2014. Si tratta del successore del Samsung Galaxy Ace 3.

## Caratteristiche tecniche

### Hardware[1]
Il Galaxy Ace 4 dal punto di vi hardware è dotato di chipset Qualcomm Snapdragon 410 con CPU Dual-Core da 1,0 GHz e GPU Adreno 306, 1 GB di RAM e 8 GB di memoria interna espandibile co MicroSD fino a 64 GB, connettività GSM, HSPA e LTE, Wi-Fi 802.11 b/g/n 2.4 GHz, Wi-Fi Direct, Bluetooth 4.0, GPS, A-GPS, GLONASS, NFC, microUSB 2.0, fotocamera posteriore da 5 megapixel con registrazione video HD 720p@30fps, autofocus e flash LED e fotocamera anteriore da 1,3 megapixel. Lo schermo è un 4,3" Super AMOLED 480x800 (WVGA) con 16 milioni di colori. Ace 4 è dotato infine di accelerometro, batteria da 1900 mAh ed è grande 128.9 x 65.8 x 9.1 per un peso di 126 grammi.

### Software
Dal punti di vista software è dotato di Android 4.4.2 KitKat e il dispositivo non è stato più aggiornato alla seguente major release 5.0 Lollipop.
Supporta Samsung Gear Fit.

## Versioni
Ace 4 è stato diffuso sul mercato in diverse versioni oltre a quella standard:
| Model name                                                                 | Model code | Network  | Number of SIMs | Camera        | SoC                    | RAM    | Other Features |
| -------------------------------------------------------------------------- | ---------- | -------- | -------------- | ------------- | ---------------------- | ------ | -------------- |
| Samsung Galaxy Trend 2 Samsung Galaxy Ace 4 Lite Samsung Galaxy Vivalto 3G | SM-G313HN  | 3G WCDMA | Single SIM     | 5.0 MP        | Broadcom BCM21663      | 512 MB | NFC            |
| Samsung Galaxy S Duos 3 VE                                                 | SM-G316HU  | 3G WCDMA | Dual SIM       | 5.0 MP        | Broadcom BCM21663      | 512 MB |                |
| Samsung Galaxy S Duos 3                                                    | SM-G313HU  | 3G WCDMA | Dual SIM       | 5.0 MP        | Broadcom BCM21663      | 512 MB |                |
| Samsung Galaxy Ace Style                                                   | SM-G357FZ  | 4G LTE   | Single SIM     | 5.0 MP        | Snapdragon 410 MSM8916 | 1 GB   | NFC            |
| Samsung Galaxy Ace Style                                                   | SM-G357M   | 4G LTE   | Single SIM     | 5.0 MP        | Snapdragon 410 MSM8916 | 1 GB   |                |
| Samsung Galaxy Ace Style                                                   | SM-G310H   | 3G WCDMA | Dual SIM       | 5.0 MP        | Broadcom BCM21664      | 512 MB |                |
| Samsung Galaxy Ace Style                                                   | SM-G310HN  | 3G WCDMA | Single SIM     | 5.0 MP        | Broadcom BCM21664      | 512 MB |                |
| Samsung Galaxy Ace NXT Samsung Galaxy V Samsung Galaxy Trend Neo           | SM-G313H   | 3G WCDMA | Single SIM     | 3.0 MP        | Spreadtrum SC7715      | 512 MB |                |
| Samsung Galaxy Ace 4 Lite                                                  | SM-G313ML  | 3G WCDMA | Dual SIM       | 3.0 MP        | Spreadtrum SC7715      | 512 MB |                |
| Samsung Galaxy Ace 4 Lite                                                  | SM-G313U   | 3G WCDMA | Single SIM     | 5.0 MP+0.3 MP | Spreadtrum SC7715      | 512 MB |                |
| Samsung Galaxy Ace 4                                                       | SM-G313M   | 3G WCDMA | Single SIM     | 5.0 MP+0.3 MP | Broadcom BCM21664      | 512 MB |                |
| Samsung Galaxy Ace 4                                                       | SM-G313MU  | 4G LTE   | Single SIM     | 5.0 MP+0.3 MP | Renesas MP5232         | 1 GB   |                |
| Samsung Galaxy Ace 4                                                       | SM-G313F   | 4G LTE   | Single SIM     | 5.0 MP+0.3 MP | Renesas MP5232         | 1 GB   | NFC            |
| Samsung Galaxy Ace 4                                                       | SM-G3139   | CDMA     | No SIM         | 5.0 MP        | Snapdragon 200 MSM8610 | 768 MB |                |